# Imperial Airways

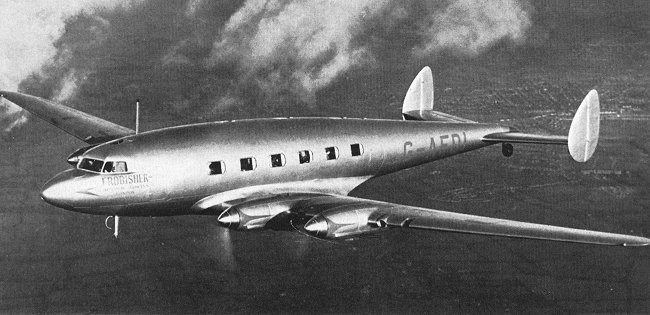
Un De Havilland Albatross d'Imperial Airways en 1938.

Imperial Airways est la première société de transport aérien long courrier britannique. Créée en 1924, elle opère jusqu'en 1939 sur le réseau européen, mais surtout sur les routes de l'Empire britannique vers l’Afrique du Sud, l'Inde et l'Extrême-Orient, y compris la Malaisie et Hong Kong. Sur place, des partenariats sont conclus avec des compagnies comme Qantas en Australie et TEAL (en) (Tasman Empire Airways Ltd) en Nouvelle-Zélande.
Imperial Airways fusionne en 1939 avec BOAC, qui à son tour fusionne avec British European Airways pour former British Airways en 1974.

## Historique

### Raison de la création
La création d'Imperial Airways a pour but de faciliter les contacts avec les diverses colonies britanniques en organisant des lignes rapides vers ces destinations, pour en retirer des bénéfices tant d’un point de vue politique que commercial, l’organisation des transports s’étant faite jusque-là uniquement par voie maritime. Le lancement de la compagnie est le résultat de prospections menées sur les routes aériennes coloniales dès la fin de la Première Guerre mondiale, après que quelques vols expérimentaux aient été réalisés vers les frontières les plus lointaines de l'Empire.

### Création

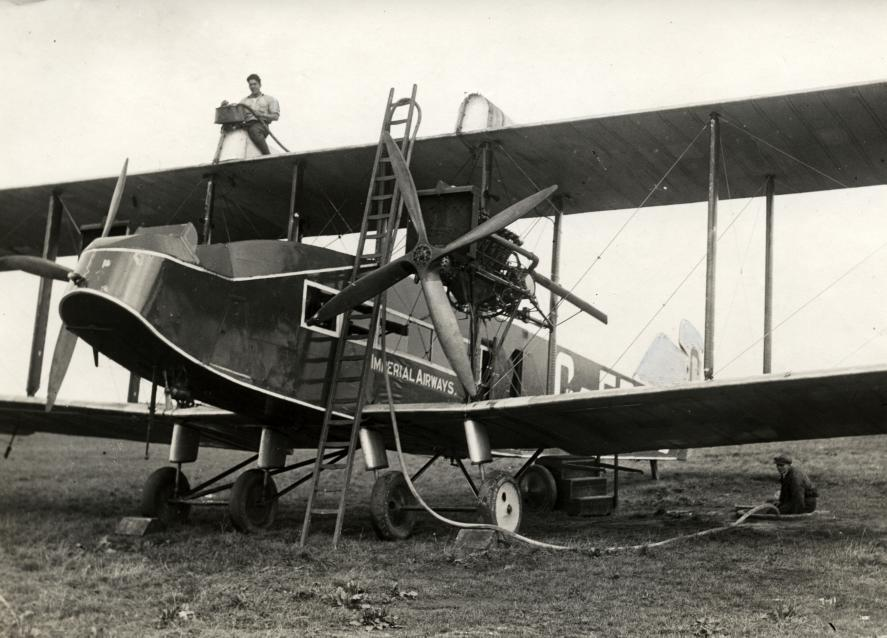
Ravitaillement d'un Handley Page W.8 récupéré de la compagnie Handley Page Transport.

Imperial Airways est créée dans un contexte de rude concurrence avec les compagnies aériennes françaises et allemandes, qui bénéficient alors de grosses subventions publiques et suivant les conseils de la Commission gouvernementale Hambling (anciennement connue comme Comité des subventions CAT). Le comité, créé le 2 janvier 1923, produit un rapport en février 1923 recommandant la fusion de quatre des plus grandes compagnies aériennes existantes : Instone Air Line Company, détenue par l’armateur Samuel Instone, British Marine Air Navigation de Noel Pemberton (un département de la société des hydravions Supermarine), Daimler Airway, sous la direction de George Edward Woods, et Handley Page Transport (en) Co Ltd,.
Ils espèrent créer une entreprise capable de rivaliser avec les concurrences françaises et allemandes et assez forte pour développer des services aériens extérieurs à la Grande-Bretagne, tout en minimisant les subventions gouvernementales. Dans cette perspective, une somme d'un million de livres s’étalant sur dix ans est consacrée à soutenir la fusion. Un accord est conclu entre le Président du Conseil de l'Air et la Société britannique des Affaires étrangères et coloniales, le 3 décembre 1923, pour que la nouvelle compagnie, nommée Imperial Air Transport Company, rachète les services des transports aériens existants. L'accord précise le montant des subventions gouvernementales pour la nouvelle société : 137 000 £ la première année, réduite à 32 000 £ à la dixième année, ainsi que les kilométrages minimum à atteindre et les sanctions en cas de non-respect des clauses du contrat.
Imperial Airways Limited est créée le 31 mars 1924 avec les équipements de chacun des participants : British Marine Air Navigation Company Ltd, Daimler Airway, Handley Page Transport (en) Ltd et Instone Air Line Ltd. Le gouvernement nomme deux administrateurs, Hambling, qui est aussi président de l'Institut des banquiers et le Major J.W. Hills, un ancien secrétaire au Trésor.
Les opérations terrestres sont basées à l'aéroport de Croydon, au sud de Londres. IAL interrompt les services de ses prédécesseurs au nord de Londres, la compagnie étant axée sur le service international plutôt que domestique. À partir de ce moment, les seuls vols opérés « au nord de Watford » sont des vols charter ponctuels.
Des problèmes d’ordre syndical avec les pilotes retardent le début des opérations jusqu'au 26 avril 1924, lorsqu'une ligne quotidienne entre Londres et Paris est ouverte avec un de Havilland DH.34 (en). Par la suite, le processus d’extension des lignes, entre l'Angleterre et le continent, continue avec les lignes Southampton-Guernesey le 1er mai 1924, Londres-Bruxelles-Cologne, le 3 mai, Londres-Amsterdam le 2 juin, et un service d'été sur Londres-Paris-Bâle -Zürich le 17 juin 1924. Le premier avion neuf acheté par Imperial Airways, est un Handley Page W8f baptisé Ville de Washington, livré le 3 novembre 1924. Dans sa première année de fonctionnement, la compagnie transporte 11 395 passagers et 212 380 lettres. En avril 1925, Le Monde perdu est le premier film projeté en vol, sur la ligne Londres-Paris.

### Exploration de nouvelles lignes

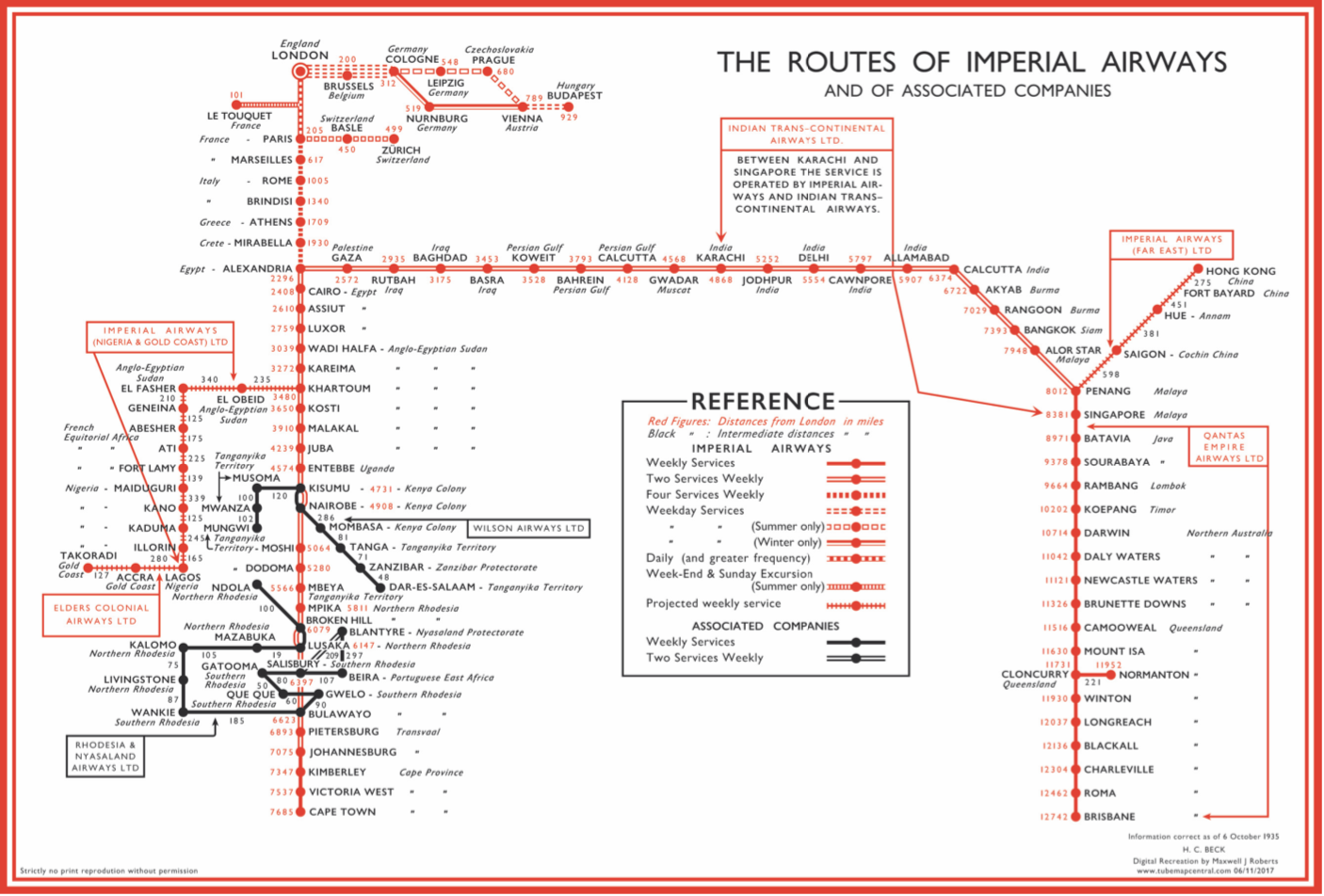
Lignes aériennes d'Imperial Airways.

Du 16 novembre 1925 au 13 mars 1926, Alan Cobham effectue un vol d'étude, sur le tracé à partir du Royaume-Uni vers le Cap (Afrique du Sud) et retour, sur un de Havilland DH.50J propulsé par un moteur Armstrong Siddeley Jaguar. Le vol aller passe par les villes de Paris-Marseille-Pise-Tarente-Athènes-Sollum-Le Caire-Louxor-Assouan-Wadi Halfa-Atbara-Khartoum-Malakal-Mongalla-Jinja-Kisumu-Tabora-Abercorn-Ndola-Broken Hill-Livingstone-Bulawayo-Pretoria-Johannesbourg-Kimberley-Blomfontein-Le Cap. À son retour Cobham est décoré de la Croix de l'Air Force pour ses services. Le 30 juin 1926 Alan Cobham quitte Rochester sur le même avion pour ouvrir la route vers Melbourne, et arrive le 15 août. Il quitte Melbourne le 29 août et après avoir parcouru 45 000 km en 78 jours et 320 heures de vol, il remonte la Tamise jusque Westminster le 1er octobre. Cobham est accueilli par le secrétaire d'État de l'Air, Sir Samuel Hoare, et est anobli par le Roi George V. Le 27 décembre, le de Havilland DH.66 Hercules Ville de Delhi quitte Croydon pour un vol de reconnaissance vers l'Inde. Le vol atteint Karachi le 6 janvier et Delhi le 8 janvier. L'avion avait été nommé du nom de Lady Irwin, épouse du vice-roi, en janvier 1927. Le vol retour commence le 1er février 1927 et arrive à Héliopolis, au Caire, le 7 février. Le temps de vol de Croydon à Delhi a été de 62 h 27, et 32 h 50 entre Delhi et Héliopolis. Dans les années 1930, une ligne régulière est mise en place entre Londres et le Touquet-Paris-Plage, les weekends, pendant la période estivale.

### La Route de l'Est
Les services réguliers commencent le 12 janvier 1927 en utilisant un DH.66 sur la route entre Le Caire et Bassora, en remplacement du précédent service de courrier assuré par la RAF. Le service est étendu à Karachi après 2 années de négociations avec les autorités. Le premier service entre Londres et Karachi débute le 30 mars 1929 et dure 7 jours. La route au départ de Londres se fait par air jusque Bâle, puis par chemin de fer jusque Gênes, le vol de Gênes à Alexandrie s’effectuant en hydravion Short S.8 Calcutta. Après un voyage en train jusqu’au Caire, les passagers embarquent à bord d'un DH.66 pour effectuer le trajet vers Karachi. Le parcours à travers l'Europe et la Méditerranée change plusieurs fois au cours des années suivantes, mais implique presque toujours un voyage en train. Plus tard la même année, le parcours est prolongé, avec un vol au départ de Londres sur Delhi, le 29 décembre 1929. En avril 1931, un transport de courrier expérimental entre Londres et l’Australie a lieu. Après l'accident du DH "Hercules" à Koepang, sur l'île de Timor, dans les Indes orientales néerlandaises, le courrier est transféré à Darwin par le Fokker VIIb Southern Cross ; il faut 26 jours au total pour que celui-ci atteigne Sydney. Pour le vol passagers au départ de Londres le 1er octobre 1932, la route de l'Est est changée de Perse vers le côté arabe du golfe Persique, et des Handley Page HP 42 sont introduits sur le secteur Le Caire - Karachi. Le 29 mai 1933 un vol de prospection est effectué entre l’Angleterre et l'Australie, à bord de l’Armstrong Whitworth Atalanta "Astraea" d’Imperial Airways. Le Major HG Brackley, Air surintendant d’Imperial Airways, est responsable du vol. La route de l’Astraea passe par Croydon-Paris-Lyon-Rome-Brindidsi-Athènes-Alexandrie-Le Caire à partir de quoi la voie normale sur Karachi est reprise pour ensuite passer par Jodhpur-Delhi-Calcutta-Akyab-Rangoon-Bangkok-Prachuab-Alor Star-Singapour-Palembang-Batavia-Sourabaya-Bima-Kœpang-Bathurst-Darwin-Newcastle Waters-Camooweal-Cloncurry-Longreach-Roma-Toowoomba et atteindre Eagle Farm, Brisbane le 23 juin. Sydney est visité le 26 juin, Canberra le 28 juin et Melbourne le 29 juin. Il s'ensuit une extension rapide sur les routes de l’Est. Le premier service Londres - Calcutta décolle le 1er juillet 1933, celui sur Rangoon le 23 septembre, Singapour le 9 décembre de la même année, et sur Brisbane le 8 décembre 1934, Qantas étant responsable du secteur Singapour - Brisbane. En 1934, le service assure seulement le transport de courrier, les vols passagers à destination de Brisbane sont inaugurés en avril de l’année suivante. Le premier vol passagers entre Londres et Hong Kong quitte Londres le 14 mars 1936 à la suite de la création d'un tronçon entre Penang et Hong Kong.

### La Route Africaine
Le 28 février 1931, une liaison hebdomadaire entre Londres et Mwanza sur le lac Victoria, au Tanganyika, est inaugurée dans le cadre du tracé proposé vers Le Cap. Le 9 décembre 1931, le service des Imperial Airways sur l'Afrique centrale s'étend expérimentalement jusqu’au Cap pour le transport du courrier de Noël. L'avion utilisé sur le dernier secteur, le DH.66 Ville de Karachi arrive au Cap le 21 décembre 1931. Le 20 janvier 1932, un transport de courrier entre Londres et Le Cap est ouvert. Le 27 avril cette voie est ouverte aux passagers et prend 10 jours. Début 1933, l’Atalanta remplace les DH.66 sur le secteur Kisumu - Le Cap. Le 9 février 1936, une route trans-Afrique est ouverte par Imperial Airways entre Khartoum et Kano au Nigeria. Cette route est prolongée vers Lagos le 15 octobre 1936.

#### L'hydravion Short Empire
En 1937, avec l'introduction des hydravions de la classe Empire, construits dans les ateliers de Short Brothers, Imperial Airways peut offrir un réel service entre Southampton et l'Empire britannique. Le trajet vers le Cap passe par Marseille (étang de Berre précisément, sur la zone aéroportuaire actuelle de Marseille-Provence), Rome, Brindisi, Athènes, Alexandrie, Khartoum, Port Bell, Kisumu et s’effectue au-delà par avion classique jusque Nairobi, Mbeya et finalement Le Cap. Des vols de prospection sont également effectués à travers l'Atlantique et vers la Nouvelle-Zélande. À la mi-1937, la compagnie fête son millième vol vers l'Empire britannique. À partir de 1938, ces nouveaux hydravions relient également l'Angleterre à l'Australie via l'Inde et le Moyen-Orient.

### Passagers
Les avions d'Imperial Airways sont relativement petits, la plupart offrant moins de 20 places. Environ 50 000 passagers utilisèrent ses vols au cours des années 1930. La plupart des clients sur les liaisons intercontinentales sont des membres de l’administration coloniale, des hommes d’affaires ou des chercheurs. Au début, seuls des personnes fortunées peuvent se permettre de voler, mais la clientèle se diversifie progressivement. L’expérience de ces voyages implique de voler lentement et non loin du sol, et ils sont relatés avec enthousiasme dans les publications de l’époque. Imperial Airways est la première compagnie aérienne à projeter un film, Le Monde perdu, pour ses passagers pendant un vol sur la ligne Londres-Paris le 7 avril 1925,,.

### Équipages
Imperial Airways place l’ensemble de son personnel, exclusivement masculin, tout au long de ses escales. Des ingénieurs, des mécaniciens et autres gestionnaires, en plus des équipages, empruntent les vols de la compagnie sans générer de revenus. À la fin des années 1930, le nombre de membres d'équipage est estimé à 3 000, toutes ces personnes étant censées être des ambassadeurs de la Grande-Bretagne et de l'Empire britannique.

### Transport du courrier
En 1934, le gouvernement entame des négociations avec Imperial Airways pour établir un service de transport de courrier par voie aérienne sur les routes déjà desservies par la compagnie. Indirectement, ces négociations vont aboutir au licenciement en 1936 de Sir Christopher Bullock, le sous-secrétaire permanent au ministère de l'Air, qui est débusqué par une commission d'enquête pour avoir abusé de sa position dans la recherche d'un poste au conseil de la société. Le programme de poste aérienne débute en juillet 1937. À la mi-1938, une centaine de tonnes de courrier est livrées sur l'Inde et une quantité similaire sur l'Afrique. Dans la même année, la construction du terminal Empire, de Victoria, près de Londres, débute sous la direction de A. Lakeman. À partir de ce terminal, des liaisons ferroviaires vers l’hydro-port de Southampton et l'aéroport de Croydon sont établies. Ce terminal fonctionne jusqu’en 1980. Pour promouvoir l'utilisation du service postal, en juin et juillet 1939, Imperial Airways se joint à Pan American Airways pour offrir un service spécial autour du monde ; Imperial transporte le courrier entre Foynes, en Irlande et Hong Kong, Pan American assurant le service entre New York et Foynes, de même qu’entre Hong Kong et San Francisco. United Airlines effectue la dernière étape entre San Francisco et New York, avec une arrivée le 28 juillet. Le commandant H.W.C. Alger assure le premier vol postal entre l'Angleterre et l'Australie à bord d’un hydravion Short en 1937.

## Flotte

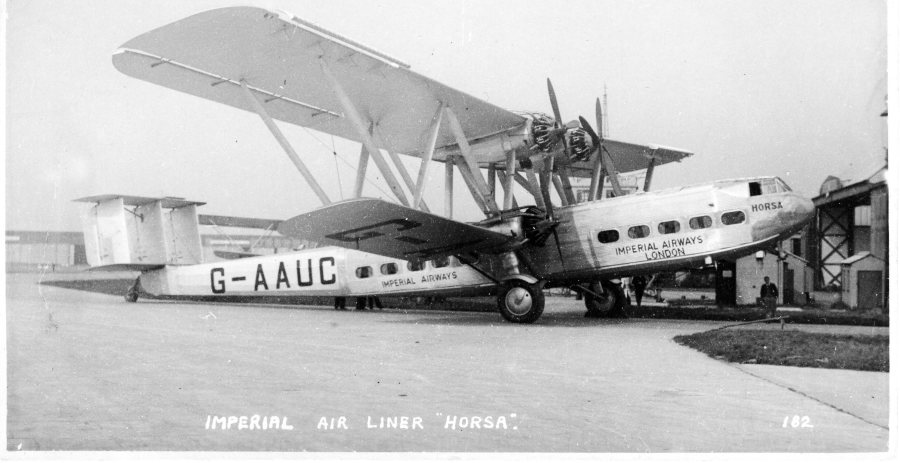
Handley Page H.P.42 nommé Horsa.

Imperial Airways opère sur de nombreux types d'avions entre sa formation en avril 1924 et 1940, lorsque tous les appareils encore en service sont transférés à la BOAC.
Type d'avion exploités :
- Armstrong Whitworth A.W. 155 Argosy
- Armstrong Whitworth A.W. XV Atalanta
- Armstrong Whitworth A.W. 27 Ensign
- Avro 618 Ten
- Avro 652
- Boulton & Paul P.71A (en)
- Bristol Ten-seater (en)
- de Havilland DH.34 (en)
- de Havilland DH.50
- De Havilland Highclere (en)
- de Havilland Giant Moth
- De Havilland Hercules
- de Havilland DH.86
- De Havilland Albatross
- Desoutter Mk.II
- Handley Page Type O
- Handley Page Type W
- Handley Page Type W
- Handley Page H.P.42
- Short S.8 Calcutta
- Short S.17 Kent
- Short L.17 Scylla
- Short Mayo Composite
- Short S.23 Empire
- Short S.26 (en)
- Supermarine Sea Eagle (en)
- Supermarine Southampton
- Supermarine Swan
- Vickers Type 170 Vanguard (en)
- Vickers Vellore (en)
- Vickers Vimy
- Vickers Vulcan (en)
- Westland IV (en)

## Accidents
Le 28 mars 1933, le crash d’un avion de l’Imperial Airways à Woumen (Belgique) fait 15 morts, l'appareil piloté par Lionel Leleu effectue alors la liaison Londres – Cologne via Bruxelles. L'explosion d'un des moteurs étant à l'origine du drame.

## Pour approfondir